# Nellie Robinson
 (janvier 2021).
La mise en forme du texte ne suit pas les recommandations de Wikipédia : il faut le « wikifier ».
Les points d'amélioration suivants sont les cas les plus fréquents. Le détail des points à revoir est peut-être précisé sur la page de discussion.
- Les titres sont pré-formatés par le logiciel. Ils ne sont ni en capitales, ni en gras.
- Le texte ne doit pas être écrit en capitales (les noms de famille non plus), ni en gras, ni en italique, ni en « petit »…
- Le gras n'est utilisé que pour surligner le titre de l'article dans l'introduction, une seule fois.
- L'italique est rarement utilisé : mots en langue étrangère, titres d'œuvres, noms de bateaux, etc.
- Les citations ne sont pas en italique mais en corps de texte normal. Elles sont entourées par des guillemets français : « et ».
- Les listes à puces sont à éviter, des paragraphes rédigés étant largement préférés. Les tableaux sont à réserver à la présentation de données structurées (résultats, etc.).
- Les appels de note de bas de page (petits chiffres en exposant, introduits par l'outil «  Source ») sont à placer entre la fin de phrase et le point final[comme ça].
- Les liens internes (vers d'autres articles de Wikipédia) sont à choisir avec parcimonie. Créez des liens vers des articles approfondissant le sujet. Les termes génériques sans rapport avec le sujet sont à éviter, ainsi que les répétitions de liens vers un même terme.
- Les liens externes sont à placer uniquement dans une section « Liens externes », à la fin de l'article. Ces liens sont à choisir avec parcimonie suivant les règles définies. Si un lien sert de source à l'article, son insertion dans le texte est à faire par les notes de bas de page.
- La présentation des références doit suivre les conventions bibliographiques. Il est recommandé d'utiliser les modèles {{Ouvrage}}, {{Chapitre}}, {{Article}}, {{Lien web}} et/ou {{Bibliographie}}. Le mode d'édition visuel peut mettre en forme automatiquement les références.
- Insérer une infobox (cadre d'informations à droite) n'est pas obligatoire pour parachever la mise en page.

Pour une aide détaillée, merci de consulter Aide:Wikification.
Si vous pensez que ces points ont été résolus, vous pouvez retirer ce bandeau et améliorer la mise en forme d'un autre article.
Nellie Robinson, née le 7 décembre 1880, était une enseignante antiguaise, fondatrice d'une école pionnière dans l'éducation au pays. Avec son école, Mme Robinson  a fait tomber les barrières de race et de classe, estimant que tous les enfants devraient avoir accès à l'apprentissage. En 2017, elle était la seule femme à avoir reçu l'Ordre du héros national du gouvernement d'Antigua-et-Barbuda.
Elle est décédée le 29 avril 1972.

## Jeunesse
Georgiana Ellen Robinson est née le 7 décembre 1880 à Saint John's sur l’île d’Antigua, aux Antilles, de l'union de Margaret et George Robinson. En tant que deuxième de huit enfants, elle a été élevée dans la maison familiale de New gate Street à St John's, jusqu'à environ dix ans, puis elle a été envoyée aux États-Unis pour y étudier. À 13 ans, Nellie Robinson travaille comme aide ménagère et nounou et l'année suivante, elle retourne à Antigua.
Pour poursuivre ses études, Robinson (anglicane) s'inscrit au Coke Memorial College, une école méthodiste qui autorisait les étudiants d'origine africaine, ce que les écoles d'élite anglicane interdisaient, à moins que les enfants n'appartiennent à l'élite de la classe supérieure  . L'école a été ouverte une dizaine d'années en raison du manque de financement, puisque le gouvernement subventionnait uniquement  les écoles anglicanes . Lorsque le Coke Memorial College ferme ses portes, Robinson devient autodidacte pour son examen senior de Cambridge avec l'aide de M. DS B, Jones. Elle réussit son examen et poursuit ses études en obtenant des certificats en musique et solfège avec Mme Lamond (née Tull).

## Carrière
Lorsque Robinson a terminé sa scolarité, elle était déterminée à améliorer les opportunités éducatives des élèves noirs. Son frère, Thomas Oliver Robinson, a suggéré qu'elle trouve une école par elle-même. Elle l'a fait et a nommé l'école du nom de son frère, en souvenir de lui, mort peu avant de la fièvre typhoïde. En 1898, quand elle avait 18 ans, Robinson a ouvert l'école Thomas Oliver Robinson Memorial (le plus souvent connue sous le nom de TOR ou TOR Memorial) pour les enfants de toutes races,, classes et croyances - ses portes étaient ouvertes à toute personne désireuse d'améliorer son éducation et sa vie. Dans un mouvement pionnier pour l'époque, Robinson a admis les enfants illégitimes et a fait pression pour le changement de pratique officielle interdisant aux enfants illégitimes de l'école secondaire,. Elle a établi la première école secondaire mixte sur l'île, défiant avec succès les fonctionnaires qui ont essayé de fermer son école en prétendant que les enseignants n'étaient pas qualifiés et que les conditions étaient insalubres. 
Au début, la plupart de ses élèves étaient des métisses parce que la plupart des Noirs n'avaient pas les moyens de se payer une scolarité. Quarante ans seulement s'étaient écoulés depuis que l'esclavage avait été aboli et le colonialisme britannique imposait des inégalités de classe et de race aux personnes d'origine non blanche. Dès qu'elle a été financièrement en mesure de le faire, Robinson a commencé à financer des bourses pour les enfants pauvres et noirs. Les élèves du TOR Memorial ont été encouragés dans des activités intellectuelles et artistiques, et l'école a organisé des divertissements tels que des comédies musicales et des opérettes. Au fur et à mesure que la réputation de l'école devenait connue, les inscriptions augmentaient et bientôt les classes de Robinson représentaient l'éventail social du pays. Sir Ernest Bickham Sweet-Escott a recommandé que Robinson reçoive une subvention pour promouvoir les objectifs éducatifs de l'école.
En 1912, Robinson a siégé au Comité de préservation de l'eau, formé pour élargir l'accès à l'eau courante dans le pays. En 1915, pendant la Première Guerre mondiale, Robinson était la seule femme noire à siéger au Comité de mobilisation d'Antigua. Robinson a recruté des hommes pour se rendre au Canada ou en Grande-Bretagne pour s'enrôler, mais il a également fait pression pour que les conditions de vie des hommes expédiés à l'étranger soient améliorées. Elle était l'une des personnes qui a aidé à établir l'Association des Guides d'Antigua et Barbuda et a servi en tant que membre du comité de l'association. En 1935, elle a reçu une médaille commémorative au jubilé d'argent du roi George V en reconnaissance de ses contributions à l'éducation et en 1941, elle a été honorée en tant que membre de l'Ordre de l'Empire britannique.
En 1950, après avoir servi pendant plus de soixante ans comme directrice du TOR Memorial, Robinson a pris sa retraite, laissant la direction de l'école à Ina Loving,. Elle a continué à être active, en encourageant la participation aux activités culturelles et dans les années 1950 a soutenu le développement du carnaval d'Antigua.

## Mort et héritage
Robinson est mort le 29 avril 1972 à St. John's  et a été enterré au cimetière public de St John .  Ses funérailles ont été suivies par le gouverneur général Sir Wilfred Jacobs et le premier ministre George Walter . En 1999, un panel organisé par l'Organisation professionnelle des femmes à Antigua examinant les contributions exceptionnelles des femmes à Antigua et Barbuda, a nommé Robinson comme la femme exceptionnelle du siècle  .  En 2006, aux célébrations pour le 25ème anniversaire de l'indépendance d'Antigua, elle a été nommée une Dame Companion de l' Ordre du Héros National . Plus d'une décennie après avoir été honorée, elle est la seule femme à avoir été déclarée héros national et est reconnue, avec les autres personnes désignées, par le dépôt annuel d'une couronne sur leur tombe .